# سیاه‌خروس سیاه
سیاه‌خروس سیاه (نام علمی: Lyrurus tetrix) نام یک گونه از تیره قرقاولان است.